# Prix Loève
Le prix international Line et Michel Loève pour la théorie des probabilités, plus simplement appelé prix Loève, est un prix créé en 1993, en l’honneur du mathématicien Michel Loève (né en 1907 à Jaffa et mort en 1979 à Berkeley), par son épouse par Line Loève.
Ce prix, remis tous les deux ans, a pour but de récompenser des recherches remarquables entrant dans le domaine des probabilités mathématiques. Doté de trente mille dollars américains, il est l'un des prix les mieux dotés dans un sous-domaine des mathématiques.

## Lauréats
| Année | Lauréat               | Pays        | Photo |
| ----- | --------------------- | ----------- | ----- |
| 1993  | David Aldous          | Royaume-Uni |       |
| 1995  | Michel Talagrand      | France      |       |
| 1997  | Jean-François Le Gall | France      |       |
| 1999  | Alain-Sol Sznitman    | France      |       |
| 2001  | Yuval Peres           | Israël      |       |
| 2003  | Oded Schramm          | Israël      |       |
| 2005  | Wendelin Werner       | France      |       |
| 2007  | Richard Kenyon        | États-Unis  |       |
| 2009  | Alice Guionnet        | France      |       |
| 2011  | Scott Sheffield       | États-Unis  |       |
| 2013  | Sourav Chatterjee     | Inde        |       |
| 2015  | Alexeï Borodine       | Russie      | -     |
| 2017  | Hugo Duminil-Copin[1] | France      |       |
| 2019  | Allan Sly[2]          | Australie   | -     |
| 2021  | Ivan Corwin           | États-Unis  |       |
| 2023  | Jian Ding[3],[4]      | Chine       | -     |